# Relaciones Andorra-San Marino
Las relaciones Andorra-San Marino son las relaciones diplomáticas entre Andorra y San Marino. San Marino no tiene embajador en Andorra, y su embajador en España también sirve como embajador no residente en Andorra.

## Descripción general
Los dos países son pequeños, ricos y desarrollados en Europa, ambos miembros de un eje informal de Lichtenstein, Mónaco, Andorra, San Marino e incluso Luxemburgo cuando se trata de asuntos relacionados con la Unión Europea. Los países están cooperando en materia de aceptación de la Unión Europea y su participación continua en el bloque europeo. En el mismo sentido, se celebró una reunión tripartita entre Andorra, Mónaco y San Marino el 18 de marzo en 2017 en el distrito de Montecarlo de Mónaco para debatir los asuntos de la Unión Europea.
Los tres países acordaron los preparativos para la membresía conjunta de la UE y el apoyo mutuo a lo largo del proceso.

## Representación
- San Marino no está representado en Andorra a nivel de embajada.
- Andorra no está representada en San Marino en ningún nivel, tanto en la embajada como en el nivel consular.